# Nice to Meet You (canción de Imagine Dragons)
«Nice to Meet You» (en español: «Encantado de Conocerte») es una canción de la banda estadounidense de pop rock Imagine Dragons. Fue lanzada el 24 de mayo de 2024 por medio de KIDinaKORNER e Interscope Records como el segundo sencillo del sexto álbum de estudio de la agrupación, «LOOM». Fue escrita por los intérpretes y el dúo de productores suecos Mattman & Robin.

## Antecedentes
Luego del estreno de «Eyes Closed» en abril de 2024 junto con un remix que contó con la participación del cantante colombiano J Balvin, los fans de la banda siguieron jugando dentro del sitio web de las "cuatro puertas" en la página oficial de la agrupación, en el cual, se dejaron ciertas pistas que adelantaban el estreno de su próximo sexto álbum de estudio. Luego de que el equipo de los Crayonts volviese a ganar la competencia ante los Guerriers y Dreamers, un fragmento de la canción, junto al de los temas «Wake Up» y «Fire in These Hills», fueron compartidos al equipo ganador. Más tarde, el grupo publicó un adelanto oficial de la canción el 15 de mayo.

## Composición
En Instagram Live, el vocalista Dan Reynolds describió la letra de la canción:

«La canción trata sobre el proceso de citas. Siempre he odiado que cuando sales con alguien, también sales con sus amigos. Como si no me hubiera registrado para eso. Realmente me gustas, pero no es necesario que me gusten todos tus amigos. Obtuve su permiso de la persona sobre la que lo escribí antes de publicar la canción. Ahora somos amigos, pero hubo un momento en el que no nos iba bien».

## Video Musical
El vídeo musical de «Nice to Meet You» se estrenó el 24 de mayo de 2024 y fue dirigido por Matt Eastin. El video muestra a Dan Reynolds conociendo a una mujer en un bar bailando la canción interpretada por Wayne Sermon y Ben McKee. Finalmente, los demás miembros del bar se unen mientras se transforma en una pista de baile de los años 70. Después de que termina la canción, ambos abandonan el bar en el auto descapotable de Reynolds.

## Presentaciones en vivo
«Nice to Meet You» fue interpretada por primera vez por la agrupación como parte del proyecto Vevo Extended Play, en el que también fueron incluidos los temas «Eyes Closed» e «In Your Corner»; aunque el debut de la canción en concierto llegaría el 30 de julio de 2024, en la fecha de apertura del «LOOM World Tour» llevada a cabo en Camden, Nueva Jersey.

## Lista de sencillos
| Nice to Meet You: Descarga digital |                    |                 |          |  |
| N.º                                | Título             | Artista(s)      | Duración |  |
| 1.                                 | «Nice to Meet You» | Imagine Dragons | 3:10     |  |

## Créditos
Adaptados del sencillo «Nice to Meet You» y del booklet de «LOOM».
Nice to Meet You
- Interpretada por Imagine Dragons.
- Escrita por: Dan Reynolds, Wayne Sermon, Ben McKee, Robin Fredriksson y Mattias Larsson.
- Publicada por: Imagine Dragons Publishing (BMI) Warner-Tamerlane Publishing Corp, Wolf Cousins / Warner Chappell Music Scand (STIM).
- Producida por Mattman & Robin para Wolf Cousins Productions.
- Grabada en: “MXM Studios” (Los Ángeles, California), “Conway Studios” (Los Ángeles, California), “Westlake Studios” (West Hollywood, California) y “House Mouse Studios” (Estocolmo, Suecia).
- Ingeniería por: Jeremy Lertola en “MXM Studios”, John Armstrong en “Conway Studios” y Greg Eliason en “Westlake Studios”.
- Mezclada por: Serban Ghenea en “MixStar Studios” (Virginia Beach, VA).
- Asistente de Mezcla: Bryce Bordone.
- Masterizada por Randy Merrill en “Sterling Sound” (Nueva York).

Imagine Dragons
- Dan Reynolds: Voz, Batería e instrumentos.
- Wayne Sermon: Guitarra e instrumentos.
- Ben McKee: Bajo e e instrumentos.

## Listas de Popularidad

### Rendimiento semanal
| Lista (2024)                                   | Máxima Posición |
| ---------------------------------------------- | --------------- |
| Estonia (Tophit)                               | 68              |
| Francia (SNEP)                                 | 170             |
| Japón (Billboard Japan Hot 100)                | 12              |
| Letonia (Tophits)                              | 135             |
| Lituania (Tophit)                              | 15              |
| Nueva Zelanda (New Zealand Hot Singles) (RMNZ) | 14              |
| Suiza (Schweizer Hitparade)                    | 98              |
| Estados Unidos (Hot Rock & Alternative Songs)  | 33              |
| República Checa (Rádio – Top 100)              | 58              |
| San Marino (San Marino RTV)                    | 27              |
| Serbia (Radiomonitor)                          | 8               |

### Rendimiento mensual
| Lista (2024)                      | Posición |
| --------------------------------- | -------- |
| Estonia (Tophit)                  | 87       |
| República Checa (Rádio – Top 100) | 71       |

## Historial de Lanzamiento
| Región        | Fecha              | Formato                    | Sello discográfico              |
| ------------- | ------------------ | -------------------------- | ------------------------------- |
| Todo el Mundo | 24 de mayo de 2024 | Descarga digital Streaming | KIDinaKORNER Interscope Records |